# Youhanna Ibrahim
Gregorios Yohanna Ibrahim (en arabe : يوحنا إبراهيم) est archevêque syriaque orthodoxe d'Alep. Il est né en 1948.
Il a été enlevé le 22 avril 2013 avec Paul (Boulos) Yazigi.

## Résumé biographique

### Éducation
Gregorios Youhanna Ibrahim a étudié la théologie et la philosophie au séminaire Saint-Éphrem à Atchaneh (district du Metn) au Liban, à partir de 1967, après une scolarité classique. Il a obtenu à l'Institut pontifical oriental une licence sur le droit canonique oriental en 1976, et une maîtrise dans le domaine des Églises orientales. Ibrahim a obtenu son doctorat à l'université de Birmingham. Le sujet de sa thèse était « Les Arabes chrétiens en Mésopotamie avant l'Islam ».

### Vie sacerdotale et épiscopale
Le 26 juillet 1973, Ibrahim a prononcé ses vœux monastiques. Le 13 février 1976, il a été ordonné diacre et deux jours plus tard prêtre. De 1967 à 1976, Ibrahim a été le premier pasteur syriaque-orthodoxe en Belgique et aux Pays-Bas, responsable de la pastorale de deux paroisses. Il a été nommé pour les années 1976 et 1977 à la tête du diocèse de Suède, où se trouve l'une des plus grandes communautés syrio-orthodoxes à l'étranger au monde. À partir de 1977, il a été le directeur du séminaire théologique au Liban. L'un de ses élèves était le futur patriarche Ignace Ephrem II Karim. Avant de devenir évêque, il avait déjà travaillé au Conseil des Églises du Moyen-Orient (Middle East Council of Churches) et au Global Christian Forum. Le 4 mars 1979, il reçut l'ordination épiscopale du patriarche Ignace Jacques III d'Antioche, au cours de laquelle il prit en outre le nom de Grégoire. De 1980 à 1988, il a été membre du comité central du Conseil œcuménique des Églises. Ibrahim a fondé à Alep la maison d'édition Al Raha Mardin Publishing House Aleppo, qui a publié plus de 200 livres.

### Enlèvement
Le 22 avril 2013, Gregorios Youhanna Ibrahim et Paul (Boulos) Yazigi, l'archevêque grec-orthodoxe d'Alep, ont été enlevés à Kfar Daël alors qu'ils se rendaient à des négociations pour la libération de deux prêtres enlevés. Le conducteur de leur voiture, un diacre, a été abattu. Depuis lors, il y a eu beaucoup de rumeurs sur ses ravisseurs et leur éventuelle libération imminente, mais aucune certitude. Depuis l'enlèvement, le moine Boutros Kassis a pris la direction de l'archidiocèse. Le 23 avril 2013, le pape François a demandé la libération des évêques enlevés, la fin de la guerre en Syrie et une solution politique aux conflits.

## Source
- (de) Cet article est partiellement ou en totalité issu de l’article de Wikipédia en allemand intitulé « Gregorius Yohanna Ibrahim » (voir la liste des auteurs).